# Municipio de Caledonia (Illinois)
El municipio de Caledonia (en inglés: Caledonia Township) es un municipio ubicado en el condado de Boone en el estado estadounidense de Illinois. En el año 2010 tenía una población de 7439 habitantes y una densidad poblacional de 117,97 personas por km².

## Geografía
El municipio de Caledonia se encuentra ubicado en las coordenadas 42°22′16″N 88°54′5″O / 42.37111, -88.90139. Según la Oficina del Censo de los Estados Unidos, el municipio tiene una superficie total de 63.06 km², de la cual 62.25 km² corresponden a tierra firme y (1.28%) 0.81 km² es agua.

## Demografía
Según el censo de 2010, había 7439 personas residiendo en el municipio de Caledonia. La densidad de población era de 117,97 hab./km². De los 7439 habitantes, el municipio de Caledonia estaba compuesto por el 88.36% blancos, el 2.5% eran afroamericanos, el 0.15% eran amerindios, el 2.69% eran asiáticos, el 0.08% eran isleños del Pacífico, el 3.44% eran de otras razas y el 2.78% pertenecían a dos o más razas. Del total de la población el 10.1% eran hispanos o latinos de cualquier raza.